# Sainghin-en-Weppes

Sainghin-en-Weppes este o comună în departamentul Nord, Franța. În 1 ianuarie 2022 avea o populație de 5.663 de locuitori.